# Steven Lisberger
Steven M. Lisberger, född 24 april 1951 i New York, är en amerikansk filmregissör, producent och författare känd för att ha skrivit och regisserat Tron 1982.

## Filmografi (urval)
- Hot Pursuit (film), 1987
- Tron, 1982